# Beuil
Beuil er en fransk kommune i departementet Alpes-Maritimes
i den sydøstlige del af landet.